# جليزا 777 c
غليس 777 سي (بالإنجليزية: Gliese 777 c)‏ الذي يرمز له بالرمز HD 190360c، هو كوكب خارج المجموعة الشمسية، في كوكبة الدجاجة (كوكبة)، يتبع غليس 777 ‏.

## الاكتشاف
اكتشف في 24 يونيو 2005، وكانت طريقة الاكتشاف دوبلر الطيفي.